# Za7ie
Albums de Zazie
Zest of Zazie
(2008) Cyclo
(2013)
Singles
1. Avant l'amour
Sortie : 7 juin 2010
2. Être et avoir
Sortie : 7 septembre 2010
3. Chanson d'amour
Sortie : 26 janvier 2011

Za7ie (à prononcer "7" ou "Zazie 7") est un projet musical de Zazie, englobant un ensemble de 42 nouvelles chansons et 7 vidéos, regroupées soit sur un album (son septième), soit sur 7 mini albums.
Le projet s'est écoulé à près de 150 000 exemplaires. L'album Za7ie est certifié disque de platine.
Le projet est axé autour du chiffre 7 : pour son septième album, la chanteuse a décidé d'enregistrer 7 mini albums de 7 titres chacun (six de chansons, un de vidéos sur 7 des nouveaux titres). Chaque mini album porte sur un thème précis, qui est relié à un jour de la semaine, car plus ou moins en lien avec celui-ci. Pour être mieux accueilli par le public, le projet est simplifié en album classique de qui présente une sélection de 14 titres.

Cet album est sorti en téléchargement légal le 13 septembre 2010, et dans le commerce le 20 septembre 2010. Il entre directement no 1 des ventes la première semaine de sa sortie.

La sortie des 7 mini albums, elle, s'est échelonnée sur 7 semaines à partir du 27 septembre 2010, à raison d'un mini album par semaine et sur iTunes uniquement. Ils seront ensuite commercialisés sous forme de coffret intégral, le 29 novembre 2010.
Avec un nombre de titres nettement supérieur à celui d'un album normal, Zazie a pu expérimenter sur ce projet, de nouvelles formes de chansons telles que des instrumentaux, des chansons d'enfants, ou bien des reprises de ses propres titres.

Pour des raisons financières, ce projet a dû être intégralement enregistré au domicile de Zazie, ce qui lui a valu des visuels tournés vers l'image de la maison. Ils sont, pour le cinquième album consécutif, réalisés par Laurent Seroussi.

## Titres

### Album 14 titres
L'album Za7ie regroupe quatorze titres choisis parmi les 7 EP du projet. Il est présenté lors de sa sortie comme une sélection arbitraire, et non une compilation des meilleurs titres. Il ne reprend cependant qu'un seul titre des mini-albums les plus éloignés de l'univers habituel de la chanteuse (« Les enfants » et « Relaxation », le titre choisi des « enfants » étant le seul où Zazie chante, en duo avec sa fille Lola), deux de « Recyclage » (dont l'un est en fait entièrement nouveau puisqu'il « recycle » un autre titre de « Za7ie »), trois de « Ma quête » et « On sort », quatre de « Collectif ». Finalement, 13 chansons, dont quatre duos et un instrumental, composent un album qui donne la part belle aux titres les plus accessibles.

| No  | Titre                               | Paroles                 | Musique                                    | EP          | Durée |
| --- | ----------------------------------- | ----------------------- | ------------------------------------------ | ----------- | ----- |
| 1.  | Les Pieds nus                       | Zazie                   | Zazie                                      | Ma quête    | 3:13  |
| 2.  | Avant l'amour                       | Zazie                   | Zazie                                      | Ma quête    | 3:40  |
| 3.  | Polygame                            | Zazie                   | Zazie                                      | Ma quête    | 4:29  |
| 4.  | Tout va bien (avec Lola (sa fille)) | Zazie                   | Phil Baron                                 | Les Enfants | 3:55  |
| 5.  | Je te tiens (avec Papillon Paravel) | Renaud Papillon Paravel | Zazie, Philippe Paradis                    | Collectif   | 4:44  |
| 6.  | Être et avoir                       | Zazie                   | Zazie, Philippe Paradis                    | On sort     | 3:12  |
| 7.  | L'Amour dollar                      | Zazie                   | Zazie                                      | Recyclage   | 4:12  |
| 8.  | Le Jour J (avec Philippe Paradis)   | Zazie                   | Philippe Paradis                           | Collectif   | 4:13  |
| 9.  | Pas que beau                        | Zazie                   | Zazie, Matthieu Rabaté                     | On sort     | 4:04  |
| 10. | Amazone                             | Zazie                   | Zazie, Jean-Pierre Pilot, Philippe Paradis | Recyclage   | 3:08  |
| 11. | Chanson d'amour                     | Zazie                   | Zazie, Philippe Paradis                    | On sort     | 2:56  |
| 12. | Je vous aime                        | Zazie                   | Phil Baron                                 | Collectif   | 3:14  |
| 13. | La place du vide (avec AaRON)       | Simon Buret             | AaRON                                      | Collectif   | 3:03  |
| 14. | Tindfjöll                           |                         | Zazie, Philippe Paradis, Matthieu Rabaté   | Relaxation  | 3:47  |

L'album 14 titres est sorti en version classique et en version collector, agrémentée d'un DVD bonus sur la fabrication de l'album, le tout sous la forme d'un livre-CD/DVD.

À noter dans cet album l'arrivée du titre Amazone, que Zazie travaillait depuis l'époque de Made in Love, mais qu'elle n'arrivait pas à terminer.

### EPs (42 titres et 7 vidéos)
Parue le 29 novembre 2010, la version intégrale regroupe les sept EP (plus précisément 6 EPs et 1 DVD), chacun axé sur un thème, en lien avec un jour de la semaine :
1. L'EP Ma quête, constitué de chansons entièrement composées par Zazie, ressemblant ainsi à des maquettes ;
2. Le DVD En images, constitué des vidéo-clips de titres présents sur les 6 autres EP ;
3. L'EP Les enfants, constitué de titres chantés par des enfants de l'entourage de la chanteuse ;
4. L'EP Recyclage, constitué de morceaux reprenant les accords d'anciens titres de Zazie ;
5. L'EP Collectif, constitué de collaborations, sur la musique ou sur le chant, avec principalement des duos ;
6. L'EP On sort, constitué de musiques surtout électros, dans le but de danser ;
7. L'EP Relaxation, constitué de morceaux instrumentaux (peu ou pas de paroles), dans le but de se relaxer.

La sortie de chaque EP s'est faite le jour correspondant à celui qui lui est attribué, le tout sur un délai de sept semaines (un EP par semaine).

Reconstitution du tableau récapitulatif des titres présenté au dos de l'album :
| 01. Lundi Ma quête (paru le 27 septembre) | 02. Mardi En images (paru le 5 octobre) | 03. Mercredi Les Enfants (paru le 13 octobre) | 04. Jeudi Recyclage (paru le 21 octobre) | 05. Vendredi Collectif (paru le 29 octobre) | 06. Samedi On sort (paru le 6 novembre) | 07. Dimanche Relaxation (paru le 14 novembre) |
| ----------------------------------------- | --------------------------------------- | --------------------------------------------- | ---------------------------------------- | ------------------------------------------- | --------------------------------------- | --------------------------------------------- |
| Les Pieds nus                             | Lune et l'autre                         | Bien au chaud                                 | L'Amour dollar                           | Le Jour J (avec Philippe Paradis)           | Électro libre                           | SPA                                           |
| Avant l'amour                             | Plus fort                               | À la terre                                    | L'Œil du cyclone                         | Des astres (avec -M-)                       | Chanson d'amour                         | Vibra massage                                 |
| Les Lendemains qui déchantent             | Aïe love you                            | Trodeshoz                                     | Les Poupées Zarbie                       | Je vous aime                                | Être et avoir                           | Tindfjöll                                     |
| Lune et l'autre                           | Les gens passent                        | Les Mots de faon                              | L'Heure H (avec Philippe Paradis)        | Je te tiens (avec Papillon Paravel)         | Pas que beau                            | Nymphi                                        |
| Gomme                                     | Je vous aime                            | Tout va bien (avec Lola)                      | Amazone                                  | Double Axel (avec Axel Bauer)               | Transe siberian                         | Belleville plage                              |
| À copier 100 fois                         | Pas que beau                            | Ma tribu                                      | Les gens passent                         | Valse à 7 temps                             | Plus fort                               | Vladivostok                                   |
| Polygame                                  | Tindfjöll                               | Aïe love you                                  | L'Addition                               | La Place du vide (avec AaRON)               | Le Dimanche                             | Prague 77                                     |

#### Versions
L'album intégral est sorti dans le commerce le 29 novembre 2010 en deux versions :
- version avec 6 CD et 1 DVD 
  - dans un coffret standard de format 13x13
  - dans un coffret carton en forme de maison
- version collector avec 6 CD, 1 DVD, 6 Vinyles, 7 EP MP3 et un poster

Dans l'intégrale des enregistrements studios parue en 2017, Za7ie est présentée sous la forme de trois disques de quatorze titres chacun, qui ne reprennent que les enregistrements audio : Lundi et mercredi sur le septième CD, jeudi et vendredi sur le huitième, samedi et dimanche sur le neuvième.

## Singles
- Avant l'amour (no 37) - 2010
- Être et avoir (no 25) - 2010
- Chanson d'Amour (n°??) - 2011

## Promotion
Pour la promotion de l'album, un blog est lancé en mai 2010, où chaque jour est publiée une photo ou vidéo, commentée par le chroniqueur William Réjault.

Le 11 septembre 2010, le magazine ELLE commercialise un numéro spécial, contenant un CD de six titres et deux vidéos, extraits des EP.

## Crédit
- Zazie : chant, programmations
- Philippe Paradis : guitare, basse, chant sur Le Jour J (et L'Heure H)
- Matthieu Rabaté : batterie, rythme, programmations

## Classements
| Classements (2010)     | Meilleure position |
| ---------------------- | ------------------ |
| Belgique (Ultratop)    | 1                  |
| France (SNEP)          | 1                  |
| Suisse (Media Control) | 28                 |